# Rio Cross (estado)
Rio Cross (em inglês: Cross River) é um estado no sudeste da Nigéria, que faz fronteira com Camarões. Sua capital é a cidade de Calabar.
O estado foi criado em 27 de maio de 1967 com a designação de estado do Sudeste. Tem o nome atual desde 1976.